# Ashley Caldwell
Ashley Caldwell (ur. 14 września 1993 w Montgomery Vilage) – amerykańska narciarka dowolna, specjalizująca się w skokach akrobatycznych, mistrzyni olimpijska.
W 2010 roku wystartowała na igrzyskach olimpijskich w Vancouver, zajmując dziesiąte miejsce. Wynik ten powtórzyła na rozgrywanych cztery lata później igrzyskach w Soczi. Na mistrzostwach świata w Sierra Nevada w 2017 roku wywalczyła złoty medal, wyprzedzając Danielle Scott z Australii i Chinkę Xu Mengtao. Była też druga w swej koronnej konkurencji podczas mistrzostw świata w Ałmaty w 2021 roku. Najlepsze wyniki w Pucharze Świata, osiągnęła w sezonie 2015/2016, kiedy to zajęła czwarte miejsce w klasyfikacji generalnej, a w klasyfikacji skoków akrobatycznych wywalczyła Małą Kryształową Kulę. Ponadto w sezonie 2014/2015 zajęła drugie miejsce w klasyfikacji skoków.

## Osiągnięcia

### Igrzyska olimpijskie
| Miejsce | Dzień     | Rok  | Miejscowość | Konkurencja              | Zwycięzca     |
| ------- | --------- | ---- | ----------- | ------------------------ | ------------- |
| 10.     | 24 lutego | 2010 | Vancouver   | Skoki akrobatyczne       | Lydia Lassila |
| 10.     | 14 lutego | 2014 | Soczi       | Skoki akrobatyczne       | Ałła Cuper    |
| 17.     | 16 lutego | 2018 | Pjongczang  | Skoki akrobatyczne       | Hanna Huśkowa |
| 1.      | 10 lutego | 2022 | Pekin       | Skoki akrobatyczne druż. | –             |
| 4.      | 14 lutego | 2022 | Pekin       | Skoki akrobatyczne       | Xu Mengtao    |

### Mistrzostwa świata
| Miejsce | Dzień       | Rok  | Miejscowość   | Konkurencja                  | Zwycięzca                     |
| ------- | ----------- | ---- | ------------- | ---------------------------- | ----------------------------- |
| 4.      | 4 lutego    | 2011 | Deer Valley   | Skoki akrobatyczne           | Cheng Shuang                  |
| 4.      | 15 stycznia | 2015 | Kreischberg   | Skoki akrobatyczne           | Laura Peel                    |
| 1.      | 10 marca    | 2017 | Sierra Nevada | Skoki akrobatyczne           | -                             |
| 5.      | 6 lutego    | 2019 | Deer Valley   | Skoki akrobatyczne           | Alaksandra Ramanouska         |
| 6.      | 7 lutego    | 2019 | Deer Valley   | Skoki akrobatyczne drużynowo | Szwajcaria                    |
| 2.      | 10 marca    | 2021 | Ałmaty        | Skoki akrobatyczne           | Laura Peel                    |
| 3.      | 11 marca    | 2021 | Ałmaty        | Skoki akrobatyczne drużynowo | Rosyjska Federacja Narciarska |
| 1.      | 19 lutego   | 2023 | Bakuriani     | Skoki akrobatyczne drużynowo | –                             |

### Puchar Świata

#### Miejsca w klasyfikacji generalnej
- sezon 2009/2010: 61.
- sezon 2010/2011: 28.
- sezon 2013/2014: 31.
- sezon 2014/2015: 11.
- sezon 2015/2016: 4.
- sezon 2016/2017: 37.
- sezon 2017/2018: 59.
- sezon 2018/2019: 16.
- sezon 2019/2020: 66.

Od sezonu 2020/2021 klasyfikacja skoków akrobatycznych jest jednocześnie klasyfikacją generalną.
- sezon 2020/2021: 7.
- sezon 2021/2022: 30.

#### Zwycięstwa w zawodach
1. Lake Placid – 21 stycznia 2011 (skoki)
2. Deer Valley – 8 stycznia 2015 (skoki)
3. Mińsk/Raubicze – 1 marca 2015 (skoki)
4. Pekin – 19 grudnia 2015 (skoki)
5. Mińsk – 20 lutego 2016 (skoki)
6. Lake Placid – 14 stycznia 2017 (skoki)

#### Pozostałe miejsca na podium w zawodach
1. Mińsk/Raubicze – 19 lutego 2011 (skoki) – 2. miejsce
2. Beidahu – 15 grudnia 2013 (skoki) – 2. miejsce
3. Moskwa – 21 lutego 2015 (skoki) – 2. miejsce
4. Pekin – 20 grudnia 2015 (skoki) – 2. miejsce
5. Deer Valley – 5 lutego 2016 (skoki) – 3. miejsce
6. Secret Garden – 16 grudnia 2017 (skoki) – 3. miejsce
7. Shimao Lotus Mountain – 2 marca 2019 (skoki) – 3. miejsce
8. Shimao Lotus Mountain – 3 marca 2019 (skoki) – 2. miejsce
9. Krasnojarsk – 8 marca 2020 (skoki) – 3. miejsce
10. Jarosław – 16 stycznia 2021 (skoki) – 2. miejsce